# Sesma del río de la Cañada
La sesma del río de la Cañada era una de las 6 sesmas o divisiones administrativas de la Comunidad de Aldeas de Calatayud. Estuvo vigente desde la creación de la Comunidad por Alfonso I de Aragón en el año 1131 hasta la creación de las actuales provincias de Zaragoza y Teruel en 1833. Comprende los municipios de:
- Paracuellos de la Ribera
- Saviñan
- Embid
- Santos
- Viver
- Aniñon
- Villarroya
- Clarés.

- Datos: Q28501702